# 蒂爾畫廊

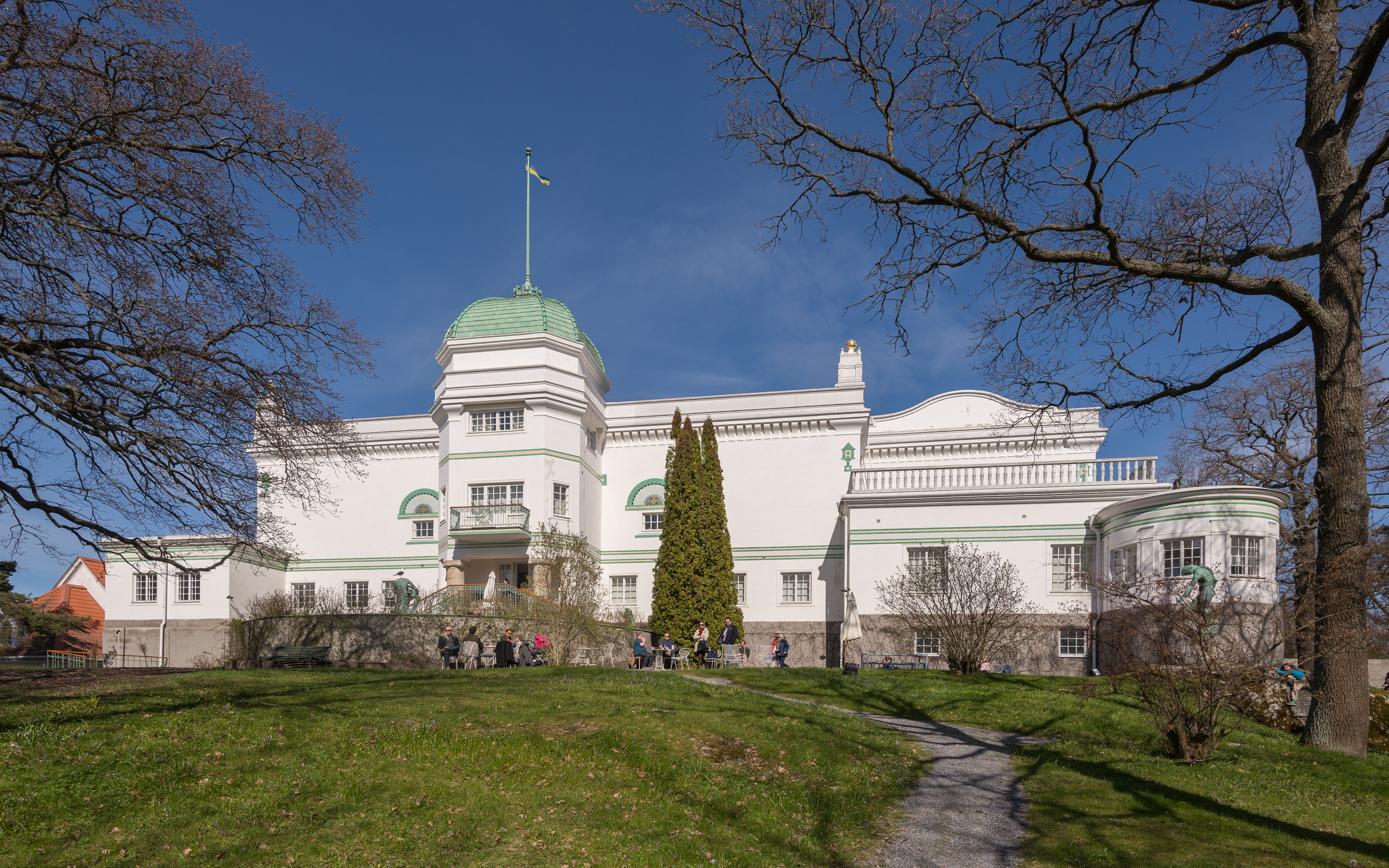
蒂爾畫廊

59°19′20″N 18°08′55″E / 59.32222°N 18.14861°E
蒂爾畫廊（瑞典語：Thielska Galleriet）是瑞典的一座美術館，位於斯德哥爾摩動物園島。這座博物館擁有世界最大規模的愛德華·孟克美術品 。

## 外部連結
- 官方网站